# Del Amitri
Del Amitri es una banda de rock británica formada en Glasgow, Escocia, en 1982. Fue fundada por su vocalista y bajista Justin Currie después de poner un anuncio en una tienda de música en busca de músicos. Su formación inicial estaba formada por Currie (bajo y voz), Iain Harvie (guitarra), Bryan Tolland (guitarra) y Paul Tyagi (batería). Currie y Harvie han sido los únicos miembros originales que se han mantenido en la formación hasta el presente. Además, ambos son los principales compositores de la banda.

## Historia
Su primera grabación fue un sencillo llamado "Sense sickness", en un pequeño sello independiente llamado No Strings, con Bryan Tolland como guitarra adicional y Paul Tyagi en la batería, y empezaron a hacer sesiones para el disc jockey John Peel y actuar como teloneros de grupos como Fall o The Smiths. Muy pronto la reputación de Justin como letrista fue creciendo hasta despertar la atención de Chrysalis Records que les ofrecieron grabar su primer disco "Del Amitri" en 1985. Sin embargo, no funcionó comercialmente. David Cummings y Andy Alston se unen al grupo como segundo guitarrista y teclista tras la deserción de Tolland. Posteriormente, Brian McDermott sustituye a Tyagi en la batería.
Tras cuatro años de cambios de estilo y el ocaso de la era tecno y los nuevos románticos, los Dels exploran en sus raíces y configuran un segundo disco, esta vez ya con A&M, que marcaría su devenir a lo largo de los años. "Waking hours" es un disco potente, increíble, pero a la vez de construcción sencilla donde sobresale, especialmente, el tema que lo cierra "Nothing ever happens" que se convierte en un éxito en Gran Bretaña. Asimismo, también entran en los charts sus otros sencillos "Kiss this thing goodbye", "Move away Jimmy Blue" y "Stone cold sober". Un año después aparece "Spit in the rain", un tema no incluido en "Waking hours" que consigue mantener el interés creciente por la banda.
En 1992 aparece "Change everything" que rápidamente se convierte en disco de platino en UK aunque, también es justo decirlo, con poca repercusión en el resto de Europa y, especialmente, en los States donde se les sigue ignorando totalmente. Su maravilloso tema "Be my downfall" justifica por sí solo la adquisición de este disco, aunque también canciones como "Just like a man", con una fuerza vocal e instrumental increíble elevan al grupo a la categoría de maestros del rock más puro y natural. Su sencillo "Always the last to know" es la pieza más comercial compuesta hasta la fecha y consigue captar audiencia en nuestro país donde, por fin, se les empieza a conocer.

Pero no es hasta 1995 cuando con su nuevo disco "Twisted" consiguen un reconocimiento internacional. En España se puede ver, con cierta asiduidad, el videoclip de "Here and now" e incluso entran en las lista de los 40 Principales, toda una proeza comercial en nuestro país. 

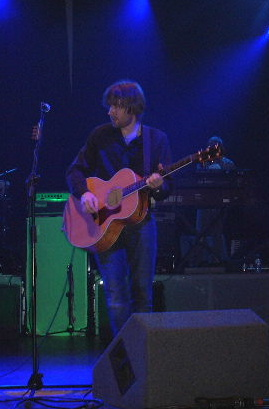
Justin Currie sobre el escenario de Guildhall en Southampton el 16 de mayo de 2002.

 Pero también en los States echan los ojos a la banda escocesa, su tema "Roll to me" entra dentro de la lista de los 10 temas más populares, aunque solo una semana, pero ya han entrado en el difícil mercado americano donde su estilo compositivo encajaba a la perfección con la mentalidad U.S.A.. Su mejor tema es, sin duda, "Driving with the brakes on", una balada que pone los pelos de punta. Una larga gira por Europa y los States les lleva al punto más álgido de popularidad hasta la fecha. Entre concierto y concierto van perfilando los nuevos temas, hartos ya de ser catalogados como grupo de folk-rock, y se concentran de nuevo en las guitarras eléctricas y un sonido más clásico.
Así nace en 1997 "Some other sucker's parade" donde destaca su tema más comercial, y primer sencillo, "Not where it's at" y una colección de canciones que se mueven entre un rock potente, más en la línea de "Waking hours" y las baladas, cada vez más intimistas y elaboradas como "Make it always be too late", "Mother nature's writing" o la deliciosa "What I think she sees". El disco sorprende a los seguidores del grupo que, quizás, esperaban una continuación de "Twisted" y no llega a cuajar comercialmente.
A pesar de todo, parece adivinarse una nueva manera de afrontar los temas, especialmente por parte de Justin. Este año les encargan la canción oficial de la Selección de fútbol de Escocia para el Mundial de Fútbol de Francia, una maravilla titulada "Don't come home too soon" y, en verano, se anuncia la edición de un nuevo sencillo "Cry to be found" y un recopilatorio "Hatful of rain-the best of" que iría conjuntamente con otro titulado "Lousy with love-the B sides", un deseo expreso de la banda para ofrecer algo más a sus seguidores que un simple grandes éxitos.
Tras cinco años sin disco nuevo de estudio, en el 2002 aparece "Can you do me good?", la nueva propuesta del quinteto escocés, que mantiene en su más rica expresión todas las influencias predecesoras y propone una nueva vía en el siglo recién comenzado. Este disco fue acompañado de una pequeña gira británica.
Tanto el disco recopilatorio como "Can you do me good?" fueron editados por Mercury después la absorción de A&M Records por su parte. Aunque, tanto el disco "Can you do me good?" como el sencillo "Just Before You Leave" entraron en el top 40 británico las ventas no fueron las esperadas y así, un año después, la banda fue expulsada de la compañía.
El estado actual de la banda es un auténtico misterio. Aunque no ha habido un anuncio oficial de disolución de la banda se cree que tanto Dollimore como Price la han dejado.
Aunque en la web oficial se negó que hubiese algún miembro del grupo en el proyecto "The Uncle Devil Show" lo cierto es que en este grupo figuraba un extraño personaje llamado Jason Barr con un "asombroso parecido" a Justin Currie tanto en lo físico como en su voz. En su primer disco, A Terrible Beauty (2004), puede escucharse la voz de Jason Barr (Justin Currie) en seis temas.
En marzo de 2005 Justin Currie anunció en la web estadounidense del grupo que había terminado su primer disco en solitario con la colaboración del guitarrista Iain Harvie y que le había llevado los últimos 18 meses. En agosto del mismo año Currie anunció que el disco titulado "Rebound" estaba listo y que estaba en conversaciones con algunos sellos neoyorquinos para su edición.
Finalmente Currie anunció en su página web en julio de 2007 la salida del disco que finalmente llevará el título de "What Is Love For" a través de la independiente Ryko el 9 de octubre. El disco irá acompañado de una gira británica.
En mayo de 2007 el grupo canadiense Doc Walker se cuela en el puesto 5 de las listas canadienses con la versión del clásico de Del Amitri "Driving With The Brakes On".
En mayo de 2021 la banda lanza un nuevo álbum luego de muchos años, titulado "Fatal Mistakes".

## Discografía
- Del Amitri (mayo de 1985)
- Waking Hours (julio de 1989)
- Change Everything (junio de 1992)
- Twisted (febrero de 1995)
- Some Other Sucker's Parade (julio de 1997)
- Hatful of Rain: The Best of Del Amitri (septiembre de 1998)
- Lousy With Love: The B-Sides (septiembre de 1998)
- Can You Do Me Good? (abril de 2002)
- Fatal Mistakes (mayo de 2021)

## Sencillos
| Año  | Título                                 | Posición en lista | Álbum                      |
| Año  | Título                                 | UK Singles        | Álbum                      |
| 1989 | "Kiss This Thing Goodbye"              | 59                | Waking Hours               |
| 1989 | "Stone Cold Sober"                     | 90                | Waking Hours               |
| 1990 | "Nothing Ever Happens"                 | 11                | Waking Hours               |
| 1990 | "Kiss This Thing Goodbye" (re-release) | 43                | Waking Hours               |
| 1990 | "Move Away Jimmy Blue"                 | 36                | Waking Hours               |
| 1990 | "Spit in the Rain"                     | 21                | Waking Hours               |
| 1992 | "Always the Last to Know"              | 13                | Change Everything          |
| 1992 | "Be My Downfall"                       | 30                | Change Everything          |
| 1992 | "Just Like a Man"                      | 25                | Change Everything          |
| 1993 | "When You Were Young"                  | 20                | Change Everything          |
| 1995 | "Here and Now"                         | 21                | Twisted                    |
| 1995 | "Driving With the Brakes On"           | 18                | Twisted                    |
| 1995 | "Roll to Me"                           | 22                | Twisted                    |
| 1995 | "Tell Her This"                        | 32                | Twisted                    |
| 1997 | "Not Where It's At"                    | 21                | Some Other Sucker's Parade |
| 1997 | "Some Other Sucker's Parade"           | 46                | Some Other Sucker's Parade |
| 1998 | "Don't Come Home Too Soon"             | 15                |                            |
| 1998 | "Cry To Be Found"                      | 40                | Hatful of Rain             |
| 2002 | "Just Before You Leave"                | 37                | Can You Do Me Good?        |